# Anthophora belieri
Anthophora belieri là một loài Hymenoptera trong họ Apidae. Loài này được Sichel mô tả khoa học năm 1869.